# Pelé na cultura popular

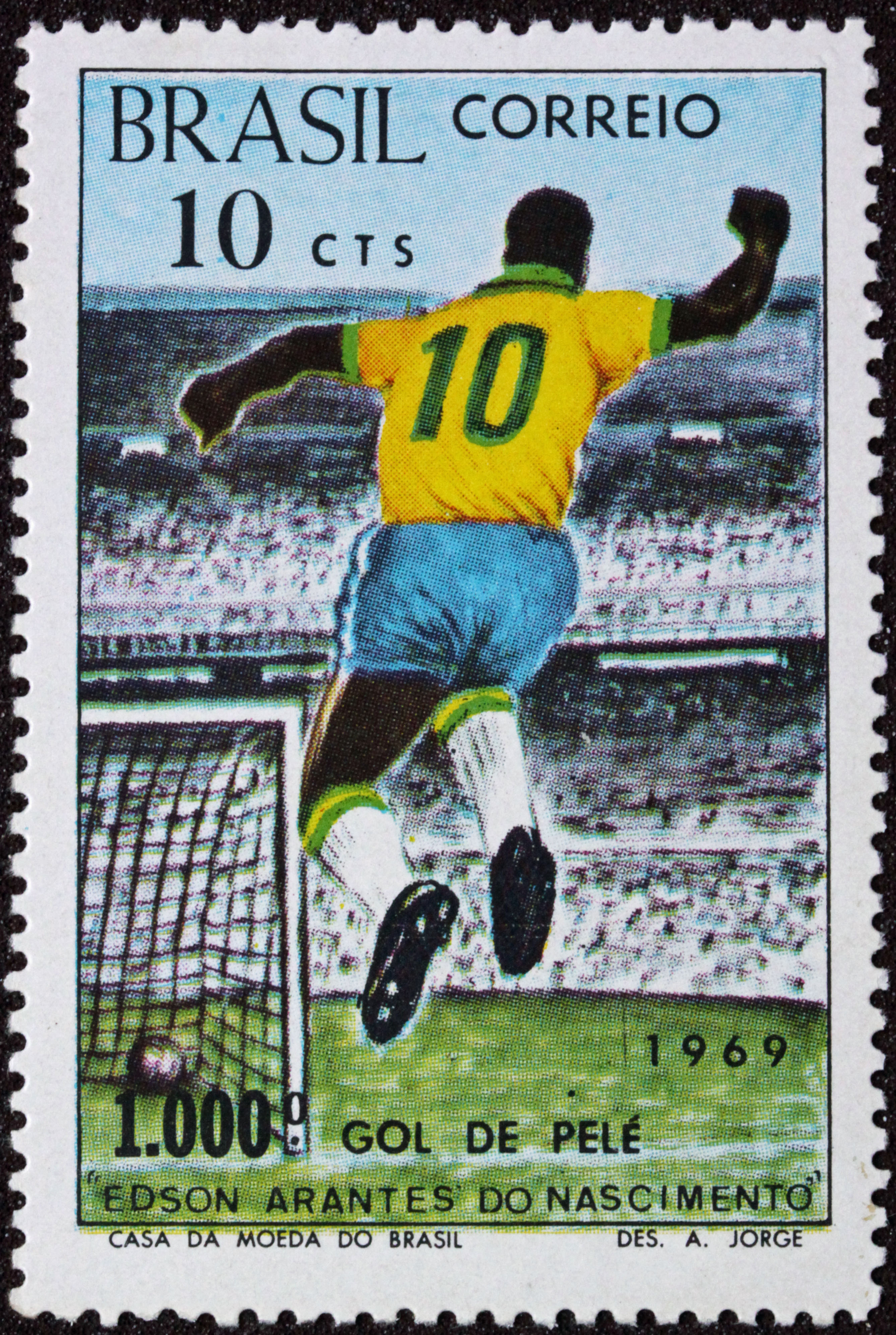
Selo postal brasileiro em comemoração ao milésimo gol de Pelé

O jogador de futebol brasileiro Pelé é amplamente considerado um dos melhores e mais populares atletas da história. Sua influência transcende o futebol, o que lhe faz ser apresentado em diversas formas de mídia. Este artigo propõe-se a expor a importância de Pelé na cultura popular.

## Mídia

### O próprio Pelé aparece
Pelé também atuou em diversos filmes e na televisão. Em 1969, Pelé estrelou a telenovela Os Estranhos, sobre o primeiro contato com alienígenas. Exibida pela TV Excelsior, a excêntrica produção foi feita por conta do interesse nas Missões Apollo e o sucesso do tema espacial, explorado nas séries Jornada nas Estrelas e Perdidos no Espaço. Sua primeira participação no cinema se deu no filme O Barão Otelo no Barato dos Bilhões (1971), no qual faz uma participação especial como um banqueiro rico e generoso. No ano seguinte, estrelou A Marcha, interpretando Chico Bondade, um ex-escravo que buscava a libertação de seus companheiros. Pelé já participou de dezoito filmes no total, incluindo o bastante criticado Pedro Mico, que trazia diversas cenas de nudez e sexo, e onde teve a voz dublada pelo ator Milton Gonçalves.
Em 1979, protagonizou o filme Os Trombadinhas, cujo enfoque maior eram os menores de rua. Uma cena do filme virou meme e popularizou-se no YouTube graças a uma fala de Pelé. Também contracenou com Os Trapalhões na película Os Trapalhões e o Rei do Futebol, de 1986, interpretando o jornalista esportivo Nascimento (uma referência a seu sobrenome de batismo). Seu filme mais conhecido internacionalmente foi Fuga para a Vitória, de 1981, dirigido por John Huston, com a participação de Sylvester Stallone e Michael Caine. Nele, Pelé e Stallone são prisioneiros numa prisão nazista, planejando sua fuga durante uma partida de futebol contra os oficiais alemães. Em 2001, teve uma participação especial no filme satírico Mike Bassett: England Manager. Segundo Pelé, "no cinema, se tinha um filme sobre criança e futebol, sempre chamavam o Pelé". Em 2010, Pelé apresentou a série Um Minuto Com Pelé, composta de 27 episódios sobre a história da Copa do Mundo, pelo SBT.
Pelé também atuou como comentarista esportivo em partidas de futebol. Em 1986, ele foi contratado para comentar a Copa do Mundo FIFA do mesmo ano pela Band. Também participaram como comentaristas daquele torneio seus ex-companheiros Rivellino e Clodoaldo; a emissora aproveitou os três para evocar lembranças da vitoriosa seleção de 1970. Nas duas Copas seguintes, comentou pela Rede Globo. Na final da Copa do Mundo FIFA de 1994, ficou famosa a cena protagonizada entre Pelé e o narrador Galvão Bueno: após Roberto Baggio perder o pênalti decisivo, confirmando o título brasileiro, um Galvão eufórico abraça Pelé enquanto grita "É tetra!" aos pulos. A imagem é considerada uma das mais famosas da história do futebol brasileiro; a expressão "é tetra" acabou se consolidando como uma expressão popular de comemoração.
| Nome                                | Tipo         | Personagem     | Ano  | Observações                                                                                               | Ref    |
| ----------------------------------- | ------------ | -------------- | ---- | --- | ------ |
| Pelé                                | Documentário | ele mesmo      | 2021 | | [ 14 ] |
| I Am Bolt                           | Documentário | ele mesmo      | 2016 | Depoimento                                                                                                | [ 15 ] |
| Pelé Eterno                         | Documentário | ele mesmo      | 2004 | |        |
| O Clone                             | Novela       | ele mesmo      | 2002 | |        |
| Mike Bassett: England Manager       | Filme        | ele mesmo      | 2001 | |        |
| História de Amor                    | Novela       | ele mesmo      | 1996 | |        |
| Os Trapalhões e o Rei do Futebol    | Filme        | Nascimento     | 1986 | |        |
| Pedro Mico                          | Filme        | Pedro Mico     | 1985 | |        |
| Fuga para a Vitória                 | Filme        | Luis Fernandez | 1982 | Pelé interpreta um jogador de futebol e contracena com Sylvester Stallone, Michael Caine e Max von Sydow. | [ 16 ] |
| Os Trombadinhas                     | Filme        | ele mesmo      | 1979 | | [ 3 ]  |
| Isto É Pelé                         | Documentário | ele mesmo      | 1974 | |        |
| A Marcha                            | Filme        | Chico Bondade  | 1972 | |        |
| O Barão Otelo no Barato dos Bilhões | Filme        | Doutor Arantes | 1971 | |        |
| Os Estranhos                        | Novela       | Plínio Pompeu  | 1969 | Novela futurista onde Pelé era o protagonista principal, passava na TV Excelsior.                         | [ 17 ] |
| Família Trapo                       | Serie        | ele mesmo      | 1967 | Bronco (Ronald Golias) não reconhece Pelé e da algumas dicas ao rei como se joga futebol.                 |        |
| O Rei Pelé                          | Filme        | ele mesmo      | 1962 | |        |

### Produções que Pelé é interpretado
| Nome                                       | Tipo  | Ator                                    | Ano  | Observações | Refs   |
| ------------------------------------------ | ----- | --------------------------------------- | ---- | ----------- | ------ |
| Casseta & Planeta: A Taça do Mundo É Nossa | Filme | Helio de la Peña                        | 2003 |             |        |
| Pelé: O Nascimento de uma Lenda            | Filme | Leonardo Lima Carvalho e Kevin de Paula | 2014 |             | [ 18 ] |

### Músicas
Quem é aquele moço com a bola no pé?

(É o Rei Pelé!)

Eu perguntei quem é o moço com a bola no pé?

(É o Rei Pelé!)
A bola lhe deu dinheiro,

Lhe deu nome, lhe deu fama,

A bola lhe colocou

Entre os maiores dos homens

Composição "O Rei Pelé", de Jackson do Pandeiro.
Pelé também foi objeto de diversas canções nacionais. Em 1958, João Chamo e Souza Cruz lançam "Pelé e o Brotinho"; no ano seguinte, Alceu Menezes lançou "Pelé, Pelé", que fez sucesso no carnaval de 1960. Em 1961, Wilson Batista, Luiz Wanderley e Jorge de Castro lançaram a composição de chá-chá-chá "Rei Pelé". Na letra, uma criança pede para sua mãe que o leve ao Maracanã, para ver "um Rei jogar futebol — o Rei Pelé". Em 1962, a dupla sertaneja Craveiro & Cravinho lança "Pelé dos Pobres", narrando a história do jogador "Pelé dos pobres" que, como o Pelé real, também se destaca em campo. No mesmo ano, Gordurinha compõe o baião "Pelé", cantando por Paulo Tito, que narra uma briga entre a esposa de um homem e sua vizinha; segundo o homem, "Minha vizinha nunca foi Pelé/ Mas fica dando bola pra mim". Em 1971, após Pelé se aposentar da seleção brasileira, Miguel Gustavo compôs o samba de gafieira "Obrigado, Pelé". Em 1973, Luiz Américo lamentou a aposentadoria de Pelé na canção Camisa 10; ao criticar o meio-campo da seleção que se preparava para a Copa do Mundo de 1974, Américo fazia alusão a Pelé ao cantar "Dez é a camisa dele, quem é que vai no lugar dele". Em 1974, Jackson do Pandeiro lança o rojão "Rei Pelé", no qual canta que a bola colocou Pelé "entre os maiores dos homens", e que Pelé "tem um drible certo/E tem um tiro certeiro", sendo o "rei dos artilheiros". Em 1978, Caetano Veloso gravou a canção "Love, Love, Love", no qual faz referência ao discurso proferido por Pelé quando de seu último jogo pelo Cosmos. Em 2004, Jorge Ben Jor compõe o samba-rock "O Nome do Rei É Pelé", que canta sobre a carreira do ex-jogador. Em 2018, os irmãos Paulo Tatit e Zé Tatit, da dupla Palavra Cantada, lançaram a música infantil "Pelé", para apresentar o jogador às novas gerações. Em 2020, Altay Veloso e Paulo César Feital compõem "O Homem dos Três Corações", título em referência à cidade natal de Pelé, Três Corações; na composição, cantada por Alcione, comparam Pelé a brasileiros famosos, como Zizinho, Oscar Niemeyer, Luiz Gonzaga, Pixinguinha e Candido Portinari, cantando ainda que a bola, após o gol, sonha "com o deus Pelé".
| Nome                      | Tipo   | Cantor(es)                                       | Ano  | Refs   |
| ------------------------- | ------ | ------------------------------------------------ | ---- | ------ |
| O Homem dos Três Corações | Música | Alcione                                          | 2020 |        |
| Pelé                      | Música | Palavra Cantada                                  | 2018 | [ 26 ] |
| Ginga                     | Álbum  | Pelé, Elis Regina                                | 2006 |        |
| O Nome do Rei É Pelé      | Música | Jorge Ben Jor                                    | 2004 |        |
| 1406                      | Música | Mamonas Assassinas                               | 1995 |        |
| Love, Love, Love          | Música | Caetano Veloso                                   | 1978 |        |
| O Rei Pelé                | Música | Jackson do Pandeiro                              | 1974 |        |
| Camisa 10                 | Música | Luiz Américo                                     | 1973 |        |
| Obrigado, Pelé            | Música | Miguel Gustavo                                   | 1971 |        |
| Pelé                      | Música | Paulo Tito                                       | 1962 |        |
| Pelé dos Pobres           | Música | Craveiro & Cravinho                              | 1962 |        |
| Rei Pelé                  | Música | Wilson Batista, Luiz Wanderley e Jorge de Castro | 1961 | [ 26 ] |
| Pelé, Pelé                | Música | Alceu Menezes                                    | 1960 |        |
| Pelé e o Brotinho         | Música | João Chamo e Souza Cruz                          | 1958 |        |

## Outras representações
O escritor e quadrinista Mauricio de Sousa criou em 1976 o personagem Pelezinho, baseado na infância de Pelé. Segundo Mauricio de Sousa, Pelé inicialmente foi contrário a criar uma versão infantil de si mesmo; preferia uma versão "superatleta", nas palavras de Sousa. Sousa convenceu Pelé ao desenhar o personagem e pedir que ele mostrasse para seus filhos. O personagem inicialmente era reproduzido em tiras de jornal; em 1977 foi lançada a revista Turma do Pelezinho. Foram lançadas 66 revistas, entre 1977 e 1986. Em 1996, o personagem apareceu numa série animada espanhola, coproduzida pelo canal Antena 3, Anima Dream e Worldwide Cartoons. Em 2012, Mauricio de Sousa confirmou a volta da publicação da Turma do Pelezinho pela Panini Comics. Em 2014, o personagem foi a estrela do curta-metragem de animação Pelezinho em: Planeta Futebol.
O ex-jogador também está presente em diversos jogos eletrônicos. Foram lançados quatro jogos com o nome de Pelé: Pelé's Soccer, para o Atari 2600, em 1980; Pelé!, para o Mega Drive, em 1993, e sua continuação, Pelé II: World Tournament Soccer, no ano seguinte, para o mesmo console; e Pelé: Soccer Legend, lançado para IOS e Android. Em 2009, a Ubisoft lançou o jogo Academy of Champions: Soccer, para o Wii, no qual o jogador participa de uma escola de futebol dirigida por Pelé e Mia Hamm. Em 2014 o ex-atleta foi inserido na popular série FIFA, como um dos jogadores clássicos disponíveis. Na versão de 2019, Pelé tem a nota mais alta possível no jogo. Em 2020, em homenagem aos seus 80 anos, a Psyonix disponibilizou itens cosméticos com a temática do ex-jogador no videogame Rocket League.
Pelé já atuou em propagandas de diversas marcas internacionais, como Atari, Honda, Coca-Cola, Pepsi, Volkswagen, Emirates, Louis Vuitton e Mastercard. No Brasil, já atuou em comerciais da lã de aço Bombril, do medicamento Biotônico Fontoura e para a empresa de telecomunicações Vivo, dentre outras. Sua fama como patrocinador de produtos foi satirizada pela série de animação Os Simpsons: no episódio "The Cartridge Family", Pelé é anunciado antes da final da Copa do Mundo, e ao falar ao microfone, faz propaganda de um produto, recebendo imediatamente um saco cheio de dinheiro. Para parte da imprensa brasileira, Pelé foi retratado pela animação como um "mercenário". Alguns comerciais estrelados por Pelé acabaram se tornando famosos, com destaque para a propaganda do Ministério da Educação "Toda Criança na Escola", na qual o ex-jogador canta o refrão "ABC, ABC, toda criança tem que ler e aprender". A campanha é até hoje lembrada, e o jingle considerado um dos mais famosos do Brasil. Pelé publicou várias autobiografias, estrelou em documentários e compôs peças musicais, incluindo a trilha sonora do filme Pelé, em 1977.
| Nome                                                                                | Tipo                    | Ano    | Observações                                                                                   | Refs   |
| ----------------------------------------------------------------------------------- | ----------------------- | ------ | --------------------------------------------------------------------------------------------- | ------ |
| Pelé: Soccer Legend                                                                 | Jogo Eletrônico         | 2017   | Para IOS e Android                                                                            |        |
| FIFA                                                                                | Jogo eletrônico         | 2014 - |                                                                                               |        |
| Uma História de Futebol                                                             | Filme                   | 1998   | História inspirada na infância de Pelé                                                        |        |
| Simpsons                                                                            | Serie animada           | 1997   | Episódio: The Cartridge Family                                                                | [ 48 ] |
| Pelé II: World Tournament Soccer                                                    | Jogo Eletrónico         | 1994   | Para Mega Drive                                                                               | [ 49 ] |
| Pelé!                                                                               | Jogo Eletrónico         | 1993   | Para Mega Drive                                                                               | [ 49 ] |
| A Praça É Nossa                                                                     | Programa de TV          | 1987   | O Rei se encontrou com o personagem Buiu, na época em que ainda era uma criança de seis anos. | [ 3 ]  |
| Pelé’s Soccer                                                                       | Jogo eletrônico         | 1982   | Para Atari 2600                                                                               | [ 49 ] |
| Turma do Pelezinho                                                                  | Quadrinhos              | 1977   |                                                                                               | [ 50 ] |
| Vox Populi                                                                          | Programa de entrevistas | 1977   |                                                                                               | [ 51 ] |
| A Verdade sobre Pelé: As Fantasias, os Exageros, o Mito e a História de um Desertor | Livro                   | 1975   |                                                                                               |        |
| Clube do Bolinha                                                                    | Programa de TV          | 1974   |                                                                                               | [ 3 ]  |